# Stressfaser
Stressfasern sind kontraktile Bündel aus Aktinfilamenten, die in nicht-muskulären Zellen zu finden sind. Sie sind eine Komponente des Zytoskeletts. Die einzelnen Aktinfilamente werden dabei durch das Vernetzungsprotein α-Actinin gebündelt und mit dem Motorprotein Myosin-II durchsetzt. Stressfasern sind wichtig für die Adhäsion, Kontraktilität und Motilität von verschiedenen Zellpopulationen.

## Aufbau
Eine einzelne Stressfaser besteht aus 10 bis 30 Aktinfilamenten. Diese Filamente werden insbesondere durch das quervernetzende Protein α-Actinin zu einem Strang gebündelt. Teilweise sind auch andere Proteine wie beispielsweise Espin oder Filamin an der Quervernetzung beteiligt. Diese quervernetzenden Proteine sitzen in regelmäßigen Abständen entlang der Fasern; zwischen den quervernetzenden Bereichen sind Segmente mit nicht-muskulären Myosin-II und Tropomyosin. Diese beiden Proteine ermöglichen die Kontraktion der Stressfaser. Für den Aufbau dieser komplexen Strukturen ist die kleine GTPase RhoA notwendig.

## Funktionen

### Retention
Die Wand von Gefäßen ist von Endothel-Zellen ausgekleidet. Durch den Strom des Blutes entlang der Gefäßwände entstehen Scherkräfte, die dazu führen könnten, dass sich Endothel-Zellen von der Wand ablösen. Dieser mechanische Stress induziert die Expression von RhoA, das die Bildung von Stressfasern bewirkt. In Bereichen besonders hoher mechanischer Belastung (z. B. Aorta) und bei Bluthochdruck erhöht sich die Anzahl von Stressfasern in Endothel-Zellen. Die Stressfasern sind  über Fokalkontakte in der Zellwand verankert. Die Kontraktilität der Stressfasern ermöglicht es den Endothel-Zellen, auch bei hohen Flussraten flach auf der Gefäßwand anzuliegen und damit die auf sie wirkenden Scherkräfte zu reduzieren. Da diese Funktion der Stressfasern auf mechanischen Stress zuerst entdeckt wurde, wurden sie entsprechend benannt.

### Migration
Die Wanderung von Zellen ist ein zyklischer Prozess aus Protrusion vorderer Zellfortsätze und anschließender Kontraktion zum Nachziehen des hinteren Zellfortsatzes. Stressfasern sind insbesondere für die Retraktion des hinteren Zellfortsatzes relevant.

### Morphogenese
Als Morphogenese wird der Prozess bezeichnet, der die Gestalt einer Zelle determiniert. Diese wird insbesondere durch das Zytoskelett und u. a. auch den Stressfasern bestimmt.